# きいやま商店
きいやま商店（きいやましょうてん、台湾名は「去阿嬤商店（Qùāma Shāngdiàn、『一緒にばぁちゃんの駄菓子屋に行こう』の意味））は、日本のエンタメバンド。所属事務所及びレコードレーベルは有限会社フライング・ハイ。

## メンバー
- 生年月日順。公式サイトのプロフィール[3][4]、及び電子書籍「ファミマガ」創刊号[5]・第2号[6] をもとに記述。
- 出身地は全員、沖縄県石垣市出身。また、全員子持ちの既婚者である。

| 名前       | 本名                             | 生年月日              | 血縁関係                 | メンバー カラー | 立ち位置 | 担当楽器                                             | 別の所属バンド     | 備考 |
| ---------- | -------------------------------- | --------------------- | ------------------------ | --------------- | -------- | ---------------------------------------------------- | ------------------ | --- |
| リョーサ   | 崎枝亮作 （さきえだ りょうさく） | 1975年12月8日（49歳） | マストの兄               | ■青             | 下手     | 三線 アコースティック・ギター                        | 八重山モンキー     | 2001年「八重山モンキー」を結成。 2005年にインディーズデビュー。                                           |
| だいちゃん | 崎枝大樹 （さきえだ ひろき）     | 1976年1月3日（49歳）  | リョーサ、マストの従兄弟 | ■赤             | センター | アコースティック・ギター カスタネット ホイッスル、他 | BEE!BANG!BOO!      | 1995年にバンド「Booing Sheyner」でメジャーデビューするも、2002年に解散。2005年に「BEE!BANG!BOO!」を結成。 |
| マスト     | 崎枝将人 （さきえだ まさと）     | 1977年3月10日（48歳） | リョーサの弟             | ■黄             | 上手     | ガット･ギター ウクレレ ハーモニカ 打楽器、他         | ノーズウォーターズ | 1991年の中学3年生の時に「ノーズウォーターズ（ノーズウォーター）」を結成。1998年にインディーズデビュー。   |

### メンバーの名前（呼び名）[13]
- リョーサ…小学校の頃、テレビドラマ『パパになりたかった犬』に出てくる犬「ヨサク」が本名の「リョウサク」と似ていることから、あだ名が「ヨサク」となってしまい、「ヨサクは、嫌だ！」との本人の意向により、友人よりリョーサクの"ク"を取り「リョーサ」という呼び名となったとのこと。
- だいちゃん…本名は「大樹」と書いて「ヒロキ」と読む。父親は「ダイキ」という呼び方にしたかったが、母親に「ダイキは嫌」との反対に合い、本名は「ヒロキ」となる。しかし、漢字より小さい頃から「大ちゃん」と呼ばれていたので、「だいちゃん」という呼び名となったとのこと。なお、「ヒロキ」と呼ぶのは同級生のみ。
- マスト…本名は「マサト」であるが、八重山地方の訛りで「マサト」と言っていても「マスト」に聞こえるので、「マスト」という呼び名となったとのこと。

## 結成から本格的活動へ

### 一度だけのつもりが、CDデビューへ
元々は彼ら3人は、別々のバンドで音楽活動をしていたが、リョーサとマストの父が崎枝家の長男であり、崎枝家の仏壇を守っていた。その仏壇を守っていた役を、九州に住んでいた長男の長男であるリョーサが石垣島に戻り、仏壇を守らなくてはいけないという事態となる。もともとリョーサは「3バンドで何か出来ないか？」と思っていたが、中々その機会が無く、石垣島に戻る前にリョーサが東京にいただいちゃんとマストに、「僕が東京に行くから最後に3人で何かやろう」という話を持ちかける。『最後だから記念に何かやりたい』と思い、『最初で最後のつもり』で、2008年8月 に、東京の沖縄居酒屋で、ほぼ身内のお客さん 40人くらいを前にミニライブを開催した。尚、そのライブを行った後も、メンバーはこのグループを継続的に続けようという思いは全くなく、またメンバーがそれぞれ別のバンドで活動していたこともあり、その1回限りで解散となった。またライブも3時間行われたうち、新曲を2曲「さよならの夏」「きいやま商店のテーマ」、各所属バンドの持ち歌を含め計10曲以上歌われたが、歌う以外の残り時間は殆ど喋っていたという内容であった。しかし、このライブがその後、地元石垣島で話題となる。
その数ヶ月後、石垣島で従兄弟の結婚式があり、たまたま3人が揃った際「せっかくだから、石垣島でライブしよう」という話になり、ライブを行ったところ、相当な反響を得ることとなる。また本格的な活動までの間、半年に1度のペースで大阪や名古屋でライブを行なったり、3人の出身校である沖縄県立八重山高等学校の卒業生によって行われる同窓会『尚志会』にて、3組しかバンドが出演出来ない中、実行委員の友人の（「絶対にダメだ」との反対意見もある中、「絶対に面白いから」と半ばゴリ押し状態での）強烈な推薦によりきいやま商店が出演しライブを行ない、自主製作CDを100枚製作し販売を行なったりした。その後、尚志会の出席者がバンドを「面白い」と評判を広めてくれたりした。
本格的なグループの活動までは、最初のライブより丸2年以上空くこととなった が、その後沖縄の学校法人大庭学園の教員であるリョーサの同級生が、先の「尚志会」で観たきいやま商店を見たのが縁で「学校のCMソングを作って欲しい」と依頼される。CM曲起用にあたり、急遽CDを作ることになる。始めは1曲だけ録音するつもりが「もったいないから」「記念のつもりで」とそれぞれのバンドでやっていた曲を寄せ集めた 6曲入りのミニアルバムを制作、2010年11月17日にファーストアルバムとして『さよならの夏』をリリースした。その後、アルバムの収録曲「あの頃」が、学校のCM曲に抜擢される。
アルバムリリース後、「せっかくCD作ったからライブを回ろう」ということになり、マストのバンドから得られたコネクションを使い、全国津々浦々ライブハウスを回ると、各地行ったらどこも満員で、大盛況となる。

### 東日本大震災を経て本格的な活動へ
その後、それぞれのバンド活動に戻るため、福岡と東京に戻ることになるが、2010年にだいちゃんが東京で結婚し子供も産まれ、1年間は東京でも頑張っていたが、東京の生活も決して楽ではなく、だいちゃんの「子供が1歳になる前に、島に戻りたい」との希望を受け、2011年3月10日に「だいちゃん さよならライブ」を行なった。翌日3月11日の朝の便で石垣島に帰るが、飛行機に乗っている間に同日発生した東日本大震災が発生しており、迎えに来た父親より震災のことを聞かされた。よって、だいちゃんは震災の体験を全く体験していないとのこと。
マストは所属バンド「ノーズウォーターズ」の東名阪ツアーが始まる為名古屋に向かっていたが、名古屋に到着した際に揺れを感じ、その後テレビのニュースで震災のことを知った。リョーサは3月10日のライブの為に東京にいたが、「次の日、何かあるだろう」と思い、ライブ後に帰るのが勿体ないと感じたため、12日に福岡に帰ることを計画していた。しかしライブの打ち上げで、マストは翌日からノーズウォーターズのツアーで東京にいないことを聞かされた。びっくりしたリョーサだったが、打ち上げに出席していた友人より「東京スカイツリーを見てきたら？」との提案を受け、まだ開業前の東京スカイツリーを一人で見に行った。行った際に入店していた近くのファミリーレストランにて食事をしていた時に大きい揺れを感じ、その後東京スカイツリーの高さよりも離れた公園に一人避難し、しばらく過ごしていた。
しかし電車もバスもすべて止まっていた為、当時のマストが住んでいた上石神井まで5時間以上かけて歩いて、無事にマストの家に帰宅。その後マストの部屋の惨状を目の当たりにし、リョーサはマストに「絶対に東京に帰ってくるな」と連絡を取った。しかしマストは名古屋と大阪公演は行い、その為「震災の時に、ツアーをしている場合ではない」と批判を受けていた矢先、THE BOOMの宮沢和史からも「東京はやばいことになっており、東京に戻らず、ツアーを中止しすぐに島に帰れ」との連絡をもらい、マストはその後の音楽の仕事をキャンセルし、マストは島に戻った。（この石垣島への帰還を期に、だいちゃんとマストは、島に定住することになる。）メンバーは3ヶ月ほど何もせずに島で過ごしていたが、その頃には石垣でのきいやま商店の知名度も高くなっていた。
石垣島にいる間の2011年6月にマストは、ふときいやま商店が行っていたライブを思い出し、「自分も楽しかったし、自分が初めて音楽を始めた時の楽しさに似ている。」と思い、その後「こうした中でも、きいやま商店はやった方がいい。」、「自分のバンドとお客さんの盛り上がり方が違う。きいやま商店なら、もしかしたら本当にNHK紅白歌合戦に行けるかもしれない、最後のチャンスかもしれない。」と思うようになる。マストは石垣島に戻ることを決め、東京の家を引き払う為に東京に戻った際、所属バンド「ノーズウォーター」のメンバー平安山に「きいやま商店なら、紅白に出られるかもしれない。ノーズを休むことになるが、本格的に活動したい。」と相談したところ、平安山より「自分もそう思う。きいやまなら、紅白に行けるはず。」と快諾された。
その想いをメンバーに相談し、これを受けて、リョーサとだいちゃんもそれぞれ所属していたバンドメンバーに相談し、了解を得たあと、所属バンドと並行する形になるも、本格的にきいやま商店を始動することとなる。尚、だいちゃんは石垣島に戻り「テレビゲーム好きが集える喫茶店」を開店するための準備に入っており、ほぼオープン直前になって、マストよりきいやま商店の活動に誘われたと言う。
その後3人で自主的に2011年6月に石垣島の老人ホーム、デイケアサービス施設、石垣市役所前等で、毎日ライブを行なうこととなった。その石垣島でのライブの後「とりあえず3ヶ月頑張ろう」と2011年7月から3ヶ月、「沖縄合宿」と名付けた沖縄本島での共同生活を3人でスタートさせた。これが功を奏して仕事も増え、結果的には本島での合宿も2年を超えることとなった。沖縄での共同生活となったのは、だいちゃんが沖縄本島に行かずに東京にいきなり出てきてしまい、本島には縁がないと感じ、「沖縄の人にも応援してもらおう」という理由からである。その際の宿泊先は、現在所属している事務所が用意した。
合宿中はほぼ毎日各地でライブを開催し、2011年9月23日にアルバム『沖縄ロックンロール』の発売を記念したライブ『きいやま商店 CD発売記念ライブ』をミュージックタウン音市場にて行なったが超満員 となり、その後人気を徐々に獲得し、現在に至る。
ライブは、多い時は1日4回もライブをやった日もあり、「裏で倒れていた。鍛えられた。」と語っている。ミュージックタウン音市場のライブは、マストは当初無謀にも沖縄コンベンションセンターでライブを行なおうと計画したが、すでに使用の予約が入っていて使用出来なかった。

## エピソード
- バンド名の『きいやま商店』は、メンバー3人の祖母が経営していた小売店『きいやま商店』の名前を、祖母に無許可[23] で取ったもの。「きいやま」は、崎枝家の屋号である[24]。当時はこの活動がこんなに続くとも思っていなかったので、「ばぁちゃんの店（きいやま商店）でいいんじゃない？」と弾みでつけた名前であった[14]。なお、店の『きいやま商店』は、2015年3月14日をもって閉店している[25]。
- メンバーの父親同士が兄弟である。リョーサとマストの父親が長男、だいちゃんの父が二男となっている。尚、リョーサは長男の長男、マストは長男の二男、だいちゃんは二男の長男である[16]。また、リョーサとだいちゃんが同学年、マストはリョーサとだいちゃんの1学年下である[21]。
- 「きいやま商店」名義で作詞作曲された楽曲は、3人で一緒に制作される。3人が「いいね」と思えたアイデアが採用され、1人でも「違う」って感じた時は、そのアイデアは採用されない[26]。また、3人それぞれが作詞作曲出来る為、個人が製作するとそれぞれの個性や癖が出てしまったり、「自分の方が、いい曲を書く!」という競争心が出てしまい、カッコつけてしまうことになるが、3人一緒に制作することによって、3人の個性や癖を融合させて、カッコ良くない楽曲製作も出来る、という理由もある。
- 曲作りのコンセプトとして「3分」というルールがある[27]。これはメンバーが「3分以上(の曲)は長いなと感じる」為[28]。よって、発表されている楽曲は、4分未満の曲が多い。また『身内の笑顔』に拘りがあり、「身内（親族や友人）を笑わすようなものが、一番面白い。そんな曲がお客さんも笑わってくれるし楽しんでくれることが分かった[15]。」と言う。
- MC等ではだいちゃんが仕切り役になることが多いが、だいちゃんはリーダーでは無く、グループ内にリーダはいない、とのこと。だいちゃん曰く「各人の役割が、小さい頃から変わっていない」とのこと[19]。
- 制作する楽曲の、歌詞には、沖縄の方言が多数盛り込まれている。これはメンバーの「島のおじいおばあが『これ面白い！』と思ってもらえるような曲を入れたいという意向によるもの[21]。またサウンドにも「こだわりがない」ため[21]、色々なタイプの楽曲を発表している。
- ｢石垣島に戻ってこい｣と言われたのは、リョーサ→だいちゃん→マストの順であったが、実際にはだいちゃん→マスト→リョーサの順で石垣島に戻っている。リョーサが石垣島に最後に戻ったのは、「福岡が好きだからまだ帰れない」と先延ばしていたため[15][20]。尚、2021年現在、リョーサは石垣島在住では無い[15]。
- メンバーの衣装は、黒のハット、白の半袖シャツ、黒のネクタイ、黒のハーフパンツ、島ぞうりが基本となっている。尚、メンバーそれぞれ、にメンバーカラーの色のリボンが巻かれているハットをかぶり、メンバーカラーの島ぞうりを履いている。

この衣装になった理由は、2度目のライブ開催時にだいちゃんの母方の祖母が亡くなった知らせを聞き、「公演を中止にしよう。」と他のメンバーがだいちゃんに提案したが、だいちゃんは「ばあちゃんは音楽が好きだったから、ライブを演った方が喜ぶ。」との意向でライブを開催。そのライブで祖母に喪に服す意味を込めて白黒の衣装となり、それが現在まで続いている。
- メンバーカラーは、メンバーカラーに関する内容の歌詞が、3rdアルバム『ドゥマンギテ』収録曲の「きいやま商店知ってるかい?」に収録されている。

幼少の頃『太陽戦隊サンバルカン』が好きで、サンバルカンの真似をした時に、リョーサが「バルシャーク」(青)、だいちゃんが「バルイーグル」(赤)、マストは「バルパンサー」(黄)を担当したことがあり（マストは「バルシャーク」が好きだったが、リョーサに取られた為、泣きながら「バルパンサー」を担当したとのこと）、それ以来リョーサは「青」、だいちゃんは「赤」、マストは「黄色」と決まっていたそうである。
結成当初はメンバーカラーは無かったが、2ndアルバム『沖縄ロックンロール』のCDジャケットで、リョーサが青、だいちゃんが赤、マストが緑の島ぞうりを履いているイラストが描かれており、その色がその後「なんとなく、いつの間にかそうなってた。赤、青とくれば3色目は黄色になるのと、マストの(体系的なことも含めた)雰囲気で、そうなったのでは?」とのこと。また、マストは高校時代より黄色が好きになったそうである。尚、2010年8月29日のイベントに、石垣島で1000円で買ったお揃いのアロハシャツを着てゲスト出演した際に、その時着ていたアロハシャツの色が、現在のメンバーのカラーと同一となっている。
- ライブやイベントに出演の際、メンバーがステージに登場する前のオープニングSEは、沖縄民謡の『月ぬ美しゃ』(大工哲弘歌唱のもの)が使用される[13][31]。元々は、「オープニングSEを作ろう」ということになり、「民謡から取ろう」という意見から別の女性歌手の「月ぬ美しゃ」を使用していたが(使用許諾は受けてない)、2012年1月にライブ喫茶「アルテ崎山」にてライブを行なった際[32] 大工が見に来ており、大工より「なんで、（石垣）島の人間の歌を使わない？俺のを使え。」と冗談交じりに言われた。その後大工より音源データを譲り受け、現在まで本人公認の上、オープニングSEとして使用している[13]。また、『月ぬ美しゃ』の後のダンスミュージック調のSEは、著作権フリーの音源データをサンプリングして使用していた。現在はオリジナル作品を使用している[13]。
- 大人に限らず子供にも人気があり、ライブには子供を連れた親子連れが多数来場する。その為、ライブの入場料に子供用に別料金が設定されていたり、ライブハウスでは「ファミリーエリア」が設定されていたり等、親子連れでもライブを楽しんでもらえる設定がされている場合がある。尚、それまでライブハウスでは「子供達が見えないから」という理由で、観客が自主的に子供達を最前列に移動させ見させるという好意を行なっていた[13]。メンバーが出演していた「beポンキッキーズ」にバンドの曲が数曲起用されているが、元々番組用に製作された楽曲ではない。本人達は、「子供向けに製作した曲は、1曲も無い。」、「何故こんなに子供達に受けるのか、わからない。」と言っている[13]。
- グループ名のアルファベット表記がCDジャケットやライブの公式グッズ等に使用されているが、現在まで「KIIYAMA SHOTEN」、「KIIYAMA SHOUTEN」、「KIIYAMA SHOWTEN」等、「商店」の表記が複数存在する。
- メンバーは『NHK紅白歌合戦に出場』、『世界で歌われる歌を作る』ことが夢あることを、公言している[14]。また、目指しているバンドは、ザ・ドリフターズ[21]（お笑いや音楽等複数のジャンルを網羅した総合エンターテイメントとしての「芸人」）[13]。尚、コントやお笑いの要素も多数あるグループではあるが、「お笑いタレント」ではなく「ミュージシャン」のスタンスで活動している。

## 来歴
2008年
- 8月14日、「最初で最後のライブ」を行うために、亮作、大樹、将人の従兄弟3人で『きいやま商店』結成[33]。
- 8月30日、東京の沖縄居酒屋「うるまや」で初ライブ[34]。メンバーはこの日を『きいやま商店の結成日』としている[35][36][37][38][39]。
- 11月17日、友達の結婚式で帰省した3人が、結婚式の出席「ついで」に石垣島で、2度目にして凱旋ライブを行う[40]。

2009年
- 2月28日、リョーサのオーストラリア旅行の締めくくりとして、東京で2度目のライブ[41]。
- 3月13日、だいちゃんの妹の結婚式出席のため、3人が石垣島に帰省。小浜島でライブ[42]。
- 3月14日、だいちゃんの妹の結婚式の二次会で急遽ライブ[43]。
- 3月16日、那覇「バンターハウス」で、沖縄本島初ライブ[44][45]。
- 11月11日、沖縄で、だいちゃん抜きの「二人きいやま商店」ライブ[46]。

2010年
- 6月25日、きいやま農園を営んでいる「スミオおじぃ」主催、きいやま商店が中心となった初のロックフェス『きいやま農園ライブ』を初開催[47]。
- 8月、「きいやま商店」として初のライブツアー開催[48]。また、本格的なレコーディング開始[49]。
- 10月26日、初のオフィシャルホームページが、当時所属していたレコードレーベル「アレックス・エンターテイメント」にて開設[50]。
- 11月11日、SNS「mixi」にて、きいやま商店のコミュニティーを作成[51]。
- 11月17日、ファーストアルバム「さよならの夏」発売。

2011年
- 3月14日、NPO花と緑の石垣島より「デイゴ特命大使」に任命[52]。
- 6月26日、2回目の野外フェス「きいやま農園ライブ2011」を開催[53]。
- 8月19日、石垣市観光協会より「石垣島宣伝部長」に任命[52]。
- 南山舎発行の月刊誌『月刊やいま』2011年9月号より、初連載となるコラムの連載がスタート。
- 9月28日、2枚目のアルバム「沖縄ロックンロール」発売。
- 10月6日、8月に設立された会社「ラッキーファクトリーエイジア株式会社」が、石垣島の特産品を卸し・販売を行っている店舗『亀亀家』から、きいやま商店とコラボした『泡盛ドレッシング』（和風しょうゆ味の、通常タイプとノンオイルの2種類）を発売[54][55]。
- 初のレコ発ツアー「きいやま商店『沖縄ロックンロール』レコ発ツアー！」を、10月8日 地元石垣島より開催[56]。

2012年
- 1月26日、石西礁湖サンゴ礁基金より「サンゴサポーター」に任命[52]。
- 6月5日、FMいしがきサンサンラジオにて、毎週火曜日20時からのレギュラー番組「きいやま商店のカッパチ！」がスタート[57]。
- 7月1日、3回目の野外フェス「きいやま農園ライブ2012」を開催[58]。
- 8月3日、レコ発ツアー「きいやま商店 ドゥマンギテ TOUR 2012 〜全国をドゥミンガセ！〜」を開催。
- 8月4日、JAおきなわ八重山地区より「JA石垣牛宣伝部長」に任命（任期：2年）[52]。
- 8月15日、3枚目のアルバム「ドゥマンギテ」発売。
- 10月6日、RBCiラジオにて毎週土曜日18時30分からのレギュラー番組『きいやま商店SHOW』がスタート[59]。

2013年
- 3月5日、沖縄県警本部より「万引き防止PR大使」に任命（任期：2014年3月31日まで）[52]。
- 6月13日、4回目の野外フェス「きいやま農園ライブ2013〜もはや農園ですらないね〜」を、きいやま農園から会場を変更し開催[60]。
- 8月9月、NHKの番組「みんなのうた」で新曲『カチャーシ☆ブギ』が放送される[61]。後に、アルバム「ダックァーセ!」に収録。
- 8月1日、4thアルバム収録曲「ダックァーセ！」が週間USENのインディーズ総合チャート1位、J-POP総合チャート29位にランクイン[62]。
- 8月7日、4枚目のアルバム「ダックァーセ!」発売。
- 10月10日、レコ発ツアー「きいやま商店 LIVE TOUR 2013 〜世界をダックァーセ！〜」を開催[63]。
- 11月1日、au沖縄セルラー2013秋冬CMに出演[64]。
- 12月、第11回宮良長包音楽特別賞を受賞[65]。

2014年
- 1月18日、4thアルバム「ダックァーセ！」収録曲「がんば」が、JAL 沖縄－東京線就航60周年搭乗キャンペーンCM楽曲として起用される[66]。
- 7月23日、初シングル「カーーニバレ/言ったらダメよ。」発売[67]。
- 10月10日、石垣島に「沖縄ファミリーマート」が初出店するに伴い、『石垣ソングを作ろう！歌おう！「We are 石垣 family」キャンペーン』を展開。開店日に合わせて、キャンペーンソングも制作[68]、4店舗の開店当日、メンバーがオープニングイベントに参加[69]。また楽曲制作のドキュメンタリー動画も配信された[70]。この曲は、翌年発売のアルバム「空とてんぷらと海のにおい」に、『んじんじ〜島の人はコンビニのおにぎり温めます〜』のタイトルで収録された。
- 10月12日開催予定であった5回目の野外フェス「きいやま農園ライブ2014〜ついに村になったね〜」が、台風19号の接近に伴い公演中止となる[71][72]。
- 11月10日、レコ発ツアー「きいやま商店LIVE TOUR 2014〜カーーニバレ！カーーニバル！！〜」を開催[73]。

2015年
- 1月24日、新曲「がんばれよ!」が、au沖縄セルラー 新CM楽曲として起用される[74]。同楽曲は、後日5thアルバムに収録。
- 3月13日と5月29日、きいやま商店生い立ちが描かれた漫画『沖縄ヒーロー物語 「きいやま商店物語」』が収録された、沖縄ファミリーマート限定発売の雑誌「ファミマガ」発売[75][76]。
- 4月1日、5thアルバム「空とてんぷらと海のにおい」発売[77]。また同日より、アルバム収録曲「空とてんぷらと海のにおい」が、テレビ神奈川の音楽番組「音楽缶」のエンディングテーマに起用される[78]。更にBSフジ「beポンキッキーズ」にて、初のテレビレギュラー出演を果たす[79]。
- 4月4日から翌年3月26日、沖縄テレビ「ミミアリメアリー」に、レギュラー出演。番組では、コーナーMCを担当[80][81]。
- 4月8日、レコ発ツアー「きいやま商店ライブ 2015 春 『空とてんぷらと売れるにおい?!』」を開催[82]。
- 4月17日、au沖縄セルラー のCMに、沖縄で活動するラジオパーソナリティ 糸数美樹と共に『みきーやま商店』を結成し、CM出演「[83]。
- 5月20日、コザ信用金庫 のCMに出演[84]。
- グループとしては初の楽曲提供を、アイドルグループ「チームしゃちほこ」に提供[85]。（10月28日発売のミニアルバム『ええじゃないか』収録曲「ノッてけめんそーれ」。また、コーラスでもメンバーが参加している[86]。）

2016年
- 4月1日、6thアルバム「ロックンロールびーちゃー」発売[87]。
- 4月13日、6thアルバム収録曲『ロックンロールびーちゃー』が、USENインディーズランキングにて1位を獲得[88]。
- 5月1日、レコ発ツアー「きいやま商店 LIVE TOUR 2016『きいやま商店がやって来たワイ！ワイ！ワイ！』」を開催[89]。
- 6月1日、A&Wレストラン「パリパリフィリーチーズサンド」のCMに出演[90]。
- 6月18日、ナオト・インティライミとジョイントライブ『ナオト・インティライミ & きいやま商店 スペシャルLIVE in 石垣島』[91]。
- 6月18日より、GooBike沖縄版創刊の新イメージキャラクタとしてCMに出演[92]。
- 7月1日、サトウ食品「沖縄限定 サトウのごはん『玄関あけたら（お中元）』篇」のCMに出演[93][94]。
- 7月6日、マンガ倉庫の新CMソングを歌唱、CMに起用される[95]。
- 2nd アルバム収録曲「土曜日のそば」が、FM NACK5にて10月1日から放送が開始された『大野勢太郎の楽園ラジオ〜パワー全開!!〜』のエンディングテーマに起用される[96]。
- 9月21日、「ハブとマングース」、「誕生日がやって来たワイ！ワイ！ワイ！」、「言ったらダメよ。」が収録されたオムニバスアルバム『Ponkickies Melody みんなのうた』発売[97]。
- 12月6日、タワーレコード那覇リンボウ店における2016年沖縄音楽年間アルバムチャートで、BIGINやCoccoを抑え、第2位を獲得[98]。（1位は、MONGOL800。）

2017年
- 2月1日、配信限定シングル「離れてても家族」をリリース[99]。
- 2月3日、沖縄限定の無料タブレット「T-STATION」応援団長に就任[100]。
- 3月5日、東京・EX THEATER ROPPONGIにて、『きいやま商店 シャレオツLIVE』を開催[101]。
- 3月15日、映像作品「きいやま商店 VIDEO BOX 〜PV大全集&幻の初ライブ映像収録〜」発売
- 4月15日、「ノッてけめんそーれ」を楽曲提供したチームしゃちほこのSPRING TOUR沖縄ナムラホール公演にゲスト出演。
- 6月28日、配信限定シングル『盛り泡ろう！』、『男の泪と泡盛と』を、2曲同時にリリース[102]。
- 10月11日、配信限定シングル『happy wonderful friend』をリリース[103]。

2018年
- 1月4日 - 2月3日、台湾合宿を敢行[104][105]
- 3月 - メガネブランド「オンデーズ」台湾の広告PVに出演[106][107]。また、『OWNDAYS SUMMIT in 台湾』にライブ出演[108]。
- 7月4日 - 7thアルバム「オーシャンOKINAWA」発売[109]。
- 8月30日 - 結成10周年を迎える[110]。
- 11月4日 - MONGOL800主催の音楽フェス「What a wonderful world!! 18」に出演[111]
- 12月1日 - 石垣島で行われた一青窈のファンミーティングに、ゲスト出演[112][113]

2021年
- 2月12日 - 交通安全意識向上への貢献に対し、沖縄県警察より表彰される[114]
- 11月23日 - ファンコミュニティー『きいやまシンカー』発足[115]

2022年
- 5月23日 - 7月3日に宜野湾海浜公園で開かれる、沖縄日本復帰50年と宜野湾市制施行60周年を記念したイベント「JAL presents 琉球海炎祭2022」の応援団長に就任[116]。

## 作品

### シングル
|    | 発売日         | タイトル                      | 販売形態 | 備考                                                                                            |
| -- | -------------- | ----------------------------- | -------- | ----------------------------------------------------------------------------------------------- |
| 1  | 2014年7月23日  | カーーニバレ/言ったらダメよ。 | CD       |                                                                                                 |
| 2  | 2017年2月1日   | 離れてても家族                | 配信限定 |                                                                                                 |
| 3  | 2017年6月28日  | 盛り泡ろう！                  | 配信限定 |                                                                                                 |
| 4  | 2017年6月28日  | 男の泪と泡盛と                | 配信限定 |                                                                                                 |
| 5  | 2017年10月11日 | happy wonderful friend        | 配信限定 |                                                                                                 |
| 6  | 2020年4月8日   | 乾杯しゃんしゃん              | 配信限定 |                                                                                                 |
| 7  | 2020年12月2日  | この歌届け                    | 配信限定 | 沖縄日本復帰50年・宜野湾市制施行60周年記念イベント「JAL presents 琉球海炎祭2022」テーマソング。 |
| 8  | 2021年3月31日  | 沖縄に雪が降る                | 配信限定 | Calmera結成15周年アルバム『誰そ彼レゾナンス』からの先行配信、「カルメラ商店」名義にて発売。     |
| 9  | 2021年6月2日   | DRAGON SOUL 2021              | 配信限定 | 琉球ドラゴンプロレスリングオフィシャルテーマ曲。                                                |
| 10 | 2021年9月8日   | TTMでUTT                      | 配信限定 | NHK沖縄放送局「うちなーであそぼSP」挿入歌。                                                     |
| 11 | 2022年5月12日  | GURUKUN DRIVE                 | 配信限定 | 琉球ドラゴンプロレスリング、グルクンマスクオリジナルテーマ曲。                                  |
| 12 | 2022年5月18日  | シュラヨイ                    | 配信限定 |                                                                                                 |
| 13 | 2023年8月9日   | 浪漫飛行                      | 配信限定 | 米米CLUBの同曲のカバー。アルバム『浪漫飛行 トリビュートアルバム』にも収録。                     |

### アルバム
|          | 発売日                             | タイトル                               | 週間チャート | 販売形態 | 規格品番           |
| -------- | ---------------------------------- | -------------------------------------- | ------------ | -------- | ------------------ |
| 自主制作 | 2009年（1st） 2010年8月21日（2nd） | さよならの夏（自主制作盤）             | --位         | CD       |                    |
| 1        | 2010年11月17日                     | さよならの夏                           | --位         | CD       | AECD-0010 FLHO-111 |
| 2        | 2011年9月28日                      | 沖縄ロックンロール                     | --位         | CD       | AECD-0020 FLHO-112 |
| 3        | 2012年8月15日                      | ドゥマンギテ                           | --位         | CD       | FLHO-107           |
| ベスト   | 2013年5月29日                      | きいやま商店                           | --位         | CD       | ZLCP-023           |
| 4        | 2013年8月7日                       | ダックァーセ!                          | 100位        | CD       | FLHO-110           |
| 5        | 2015年4月1日                       | 空とてんぷらと海のにおい               | 185位        | CD       | FLHO-114           |
| 6        | 2016年4月6日                       | ロックンロールびーちゃー               | 94位         | CD       | FLHO-116           |
| 7        | 2018年7月4日                       | オーシャンOKINAWA                      | 152位        | CD       | FLHO-117           |
| コント   | 2019年5月27日                      | きいやま商店大爆笑劇場2019             | --位         | CD       | STR-9028           |
| 8        | 2021年4月28日                      | アカサタナ                             | 100位        | CD       | FLHO-119           |
| ベスト   | 2023年4月26日                      | きいやま商店 ザ・ベスト 〜この歌届け〜 | 124位        | CD       | FLHO-120           |

- 上記の他に、2019年に行われた音楽フェス『きいやま農園ライブ2019』のオフィシャル鑑賞ツアーの参加者のみにライブ終了後に進呈された、八重山モンキー、BEE! BANG! BOO!、ノーズウォーターズ、きいやま商店のライブ当日の音源が収録されたCD-Rがある[118]。

### 映像作品
|   | 発売日        | タイトル                                                                   | 週間チャート | 販売形態 | 規格品番      |
| - | ------------- | -------------------------------------------------------------------------- | ------------ | -------- | ------------- |
| 1 | 2014年4月9日  | きいやま商店 LIVE TOUR 〜世界をダックァーセ!〜                             | --位         | DVD      | FLHV-001      |
| 2 | 2017年3月15日 | きいやま商店 VIDEO BOX 〜PV大全集&幻の初ライブ映像収録〜                   | --位         | DVD      | FLHV-002      |
| 3 | 2019年5月29日 | きいやま商店 10th Anniversary 「シャレオツLIVE」 at ヒューリックホール東京 | --位         | DVD      | FLHV-003〜005 |
| 4 | 2025年3月15日 | シャレオツライブ 2024.07.26 at Zepp Shinjuku                               | --位         | Blu-ray  |               |

### 未CD・配信作品
|    | タイトル                                           | 作詞         | 作曲         | 編曲         | 概要 |
| -- | -------------------------------------------------- | ------------ | ------------ | ------------ | --- |
| 1  | 八重山口説 『ミルクムナリ』                        | 小浜島口説   | 日出克       | 不明         | 口説（「くどぅち」。八重山地方では、「くどぅき」と読む）は、18世紀頃に本土から沖縄に入ってきた音楽の形式で、七五調の長編の物語歌のこと。『ミルクムナリ』も口説の一つで、「ミルク」は弥勒菩薩、「ムナリ」はインドネシア語で「踊り」という意味で、「ミルクの踊り」をするという造語であり、『豊年の踊り』という意味。この『ミルクムナリ』に、沖縄県出身のミュージシャン日出克が曲を付け、1993年にデビュー曲とした発表した楽曲が有名であり、沖縄の伝統芸能「エイサー（創作エイサー）」でもよく使用される。 きいやま商店のバージョンは、日出克のバージョンと比べると速いテンポで演奏され、アレンジも日出克の物とは全く異なる。特に後半は、ドゥービー・ブラザーズの『ロング・トレイン・ランニン』のフレーズが織り交ぜられており、前半よりも倍近い高速のテンポで演奏されている。 |
| 2  | Oh！カチャーシー                                   | 与座よしあき | TameZo       | TameZo       | 琉球放送の音楽番組「おきなわのホームソング」2012年9月のうた、に選ばれ放送された楽曲。尚、参加作品のDVD『おきなわのホームソング全曲集DVD 2007年〜2013年』に収録されている。 |
| 3  | 鼻水たらした猿が蜂に刺されて旅に出た               | きいやま商店 | きいやま商店 | きいやま商店 | メンバーそれぞれが所属している別の音楽グループ名（マスト率いる「ノーズウォーターズ」（鼻水）、リョーサ率いる「八重山モンキー」（猿）、だいちゃん率いる「BEE!BANG!BOO!」（蜂））から取られており、3組の対バンライブのテーマソングとして、レギュラー出演しているラジオ番組『きいやま商店のカッパチ!』の放送中に制作された。YouTubeのグループ公式チャンネルに、デモ音源として公開されている。また、マストの公式ブログに、歌詞が掲載されている。 |
| 4  | アチサンサン                                       | きいやま商店 | きいやま商店 | 不明         | 沖縄県熱中症予防2016キャンペーンソング。映像作品「きいやま商店 VIDEO BOX 〜PV大全集&幻の初ライブ映像収録〜」にて、初作品化された。また、歌詞が沖縄県公式サイトに掲載されている。 |
| 5  | Dragon Soul 〜琉球ドラゴンプロレスリングのテーマ〜 | きいやま商店 | きいやま商店 | 生熊アキラ   | 琉球ドラゴンプロレスリングテーマソング。製作（プロデュース）、編曲には、アルバム「ダックァーセ!」のプロデューサー 生熊アキラも参加した。同団体が『団体テーマソングを作って沖縄からプロレスと音楽を発信したい！』というプロジェクトを立ち上げ、その資金調達をクラウドファンディングにて募集し、達成されて製作された楽曲であり、支援者には後日、本楽曲が収録されたCDがリターン商品として進呈された。楽曲は同団体の旗揚げ4周年記念大会の会場で、初披露された。その後、2021年に『DRAGON SOUL 2021』として、リメイクされて再レコーディングされ、2021年6月2日に配信販売、サブスクリプションにて同時リリースされている。歌詞に出てくる「イチャリバチョーデー」という言葉は、「一度会えば兄弟（一期一会）」という意味。また、2021年の再レコーディングの際、同団体のグルクンマスクより、本人の希望によりデビュー20周年のオリジナルテーマ曲『GURUKUN DRIVE』も制作され、2022年5月12日に配信発売された。楽曲製作した中澤矢束のfacebookに、同曲の関連記事が記載されている 。これらの曲は、琉球ドラゴンプロレスリングの試合会場にて、聴くことが出来る。 |
| 6  | OWNDAYS フィラー提供曲 （タイトル不明）            | 不明         | 不明         | 不明         | 沖縄テレビ放送にて毎週日曜日12:58〜13:00に放送している天気予報の番組に、メガネチェーン店「OWNDAY」がスポンサーとなっており、その天気予報の放送中に流れているフィラー（主にテレビ局やラジオ局が、番組間の時間の埋め合わせに放送する映像・音声で、場合によっては「クッション番組」や「つなぎ番組」「バッファー番組」とも言われる。）をきいやま商店が楽曲提供した。 |
| 7  | 恋しくて - JABBERLOOP商店 SKA edition! -           | BEGIN        | BEGIN        | 不明         | 日本の4人組のクラブジャズ・バンドであるJABBERLOOPとのコラボ企画で、「いつか一緒に」の約束からちょうど10年越しでコラボが実現した。BIGENのデビュー曲『恋しくて』のカバーを、コロナ禍の現状を鑑み、東京都石垣島でリモートにて製作された。本曲はJABBERLOOPの公式YouTubeサイトにて公開されており、同時に『ドゥマンギテ』のコラボ企画も同時公開された（「ドゥマンギテ」は、きいやま商店の公式YouTubeチャンネルにて公開）。 |
| 8  | 交通安全のうた                                     | きいやま商店 | きいやま商店 | 日出克       | 県内の交通安全の啓発に向けて、初の交通安全PR大使にきいやま商店と日出克が任命され、2022年3月16日に沖縄県警察本部にて任命式が行われた。部長より製作にかかわった4名に感謝状が手渡され、その際に同曲が披露された。日出克と交通部部長は共に石垣出身できいやま商店の先輩にあたり、それまでお世話になっていた部長が定年退職となる前に、きいやま商店より「最後に部長に曲をプレゼントしたい」と申し出た。その申し出を受け部長より、部長の同級生となる日出克に編曲を依頼、今回の楽曲製作が実現した。日出克との楽曲製作は、本作が初となった。沖縄県警察のサイトより、音源がダウンロードできる。 |
| 9  | くるぶしオバケ                                     | きいやま商店 | きいやま商店 | 不明         | NHK Eテレにて放送中の『にほんごであそぼ』に、2024年4月1日に出演し、その際に披露された楽曲。4月1日から5月4日までリピート放送され、放送当時は、スマホアプリ「NHKキッズ」をダウンロードすると、見ることが出来た。 |
| 10 | ちょんまげ                                         | きいやま商店 | きいやま商店 | 不明         | 『くるぶしオバケ』に続く『にほんごであそぼ』への提供曲第2段。初回は2024年9月19日に出演し、その際に披露された楽曲。9月19日から10月26日までリピート放送された。 |
| *  | 安全第一 大知マン                                  | きいやま商店 | きいやま商店 | イクマアキラ | OTV沖縄テレビ放送放映の特撮建築ヒーロードラマ「安全+第一 大知マン」テーマソング。編曲は、生熊アキラが担当。「大知マン」とは、沖縄県宜野湾市にある総合建設業・大知建設が2011年〜2012年頃に同社の広告用としてのキャラクターであり、その後同社の軟式野球チームのユニホーム姿で実写化し、会社のテレビCM出演もしている。その後、テレビドラマ特撮に携わるスーツアクターの翁長大輔が大知マンを務めることとなり、社のPRだけでなく、地域の要請を受けて保育園を訪れるなどして認知が広がっていった。その後、大知建設の代表と翁長が「ドラマ化したらどうか」と話したことがきっかけとなり、「大知マン」が正式にドラマ化、主題歌をきいやま商店が務めることとなった。2021年10月23日に発売されたCD『安全+第一 大知マン SUPER BEST!』に収録され、初CD化となった。 |

### 参加作品

#### CD
1. 安川午朗 辺銀音楽食堂 映画 ペンギン夫婦の作りかた オリジナル・アルバム（2012年9月26日、販売元：VAP）[154][155]
2. 宮沢和史 寄り道四十七次 〜花鳥風月〜 2012年7月13日 石垣市民会館 中ホール（2012年、販売元：ファイブ・ディー株式会社）[156][157]
3. バガダバンド YAIMA POP（2013年3月1日、販売元：ゴーヤ・ミュージック・カンパニー）[158]
4. Ponkickies Melody みんなのうた（2016年9月21日、販売元：ポニーキャニオン）[159]
5. PANA 『PANA』（2019年8月7日、販売元：MARE RECORDS）[160]
  - リョーサとだいちゃんの同級生の女性ミュージシャンPANA（池間アカネ）のアルバム『PANA』の収録曲「DANCE 〜石垣バイブレーション with きいやま商店」に参加。尚、CDは石垣島での限定発売。
6. 安全+第一 大知マン SUPER BEST! （2021年10月23日、販売元：DCM OKINAWA JAPAN）
7. 浪漫飛行 トリビュートアルバム（2023年8月9日、販売元：Sony Records）[161][162]

#### 配信限定
1. 音楽連鎖 LIVE at CLUB CITTA'（2011年8月17日）[163] 尚、YouTubeではライブ映像を公開されている[164]

#### 映像作品
1. 大工哲弘 「愛さ生り島コンサート」（2012年6月20日、販売元：キャンパスレコード）[165]
2. おきなわのホームソング全曲集DVD 2007年〜2013年（2014年3月19日、販売元：テイチクエンタテインメント）[166]

## メディア出演

### テレビ

#### レギュラー番組
- beポンキッキーズ → ポンキッキーズ （2015年4月2日[167] - 2018年3月25日、BSフジ）
- 夜ふかしマングローブ （2017年1月6日 - 2018年9月28日、琉球放送）

2017年5月5日まで「時々訪れる常連客」として不定期出演、5月6日より 「毎回訪れる常連客」としてレギュラー出演
- マングローブMTG （2018年12月22日 - 2023年3月18日、琉球放送）

「MTG」は、「MeeTinG」の略称。2018年12月22日より「常連客」として出演。不定期放送

#### 特別番組
- ぐっさん家〜THE GOODSUN HOUSE〜 ぐっさん!ひとり旅!行くぞ・沖縄 石垣島!!（2014年1月11日 東海テレビ放送[172])
- ダレノガレ明美 & きいやま商店 in 石垣島 〜島ごはんと海と音楽と（2014年8月17日 琉球放送、毎日放送、他九州5県[173]）
- 沖縄水族館特別番組「きいやま商店が行く！僕らの島のオキちゃん劇場〜沖縄美ら海水族館〜」(2017年1月21日 沖縄テレビ[174]）
- きんくる 〜沖縄金曜クルーズ〜 「目指せドリフ！きいやま商店大爆笑SP」（2019年5月31日 NHK沖縄[175]、8月10日 NHK BSプレミアム[176]）
- JNNふるさと紀行 #106「きいやま商店のドゥマンギツアーin沖縄」 （2019年7月27日 BS-TBS、8月3日 琉球放送[177]）
- 沖縄ミュージックジャーニーライブスペシャル かりゆし58×きいやま商店 （2019年2月22日 NHK沖縄[178]、8月10日 NHK BSプレミアム[176]）
- きいやま商店のがんじゅーですか？ （2020年7月10日 NHK沖縄）
- 首里城火災から１年 沖縄から響けエールソング （2020年10月30日 NHK総合(沖縄・九州)、11月3日 NHK総合(全国)、11月29日 NHK WORLD JAPAN）
- オキナワ チャリン美 〜海・キャンプ・釣り時々、歌〜 （2020年11月23日 沖縄テレビ、他九州7県[179]）
- うちなーであそぼ 春のスペシャル〜さぁたぁといっしょにうちなー大冒険！〜 （2021年3月13日 NHK沖縄）

### ラジオ
- きいやま商店のカッパチ! （2012年6月5日[180]-3025年4月1日[181]、FMいしがきサンサンラジオ）
- きいやま商店SHOW （2012年10月6日[182]-放送中、RBCiラジオ）
- きいやま商店の朝だよ!ハイサイ! （2017年4月3日[183]-放送中、NACK 5「NACK5時ラジ」内）

### CM
- 沖縄ファミリーマート （2012年〜2013年[184][185]）
- au沖縄セルラー （2013年〜2015年[186][187][188]）
- コザ信用金庫 （2015年〜2017年[189][190]）
- プロトソリューション 「グーネット沖縄」（2016年〜2019年[191][192][193]）
- サトウ食品 「サトウのごはん」（沖縄県限定(2016年〜2021年[194][195][196]))
- OWNDAYS (台湾 (2018年[197]))、(沖縄県限定(2020年〜2022年[198][199][200]))

### 映画
- なんでかね〜鶴見 （2023年[201]）

## 公演
- きいやま商店は、単独ライブの他に、音楽フェス、インストアライブ、対バンライブ、イベント等の出演を含めると膨大な数のライブを行ってる為、主に単独ライブ、ツアー、主要な対バンライブやイベントのみを掲載。
- ライブでは、ペンライトやうちわ等の応援グッズの使用は、特に禁止していない。（ペンライトは、公式サイトで販売している。）

### 野外フェス「きいやま農園ライブ」
| 年     | タイトル                                                    | 公演日程・会場                         | 出演者 | 協賛 | 備考 |
| ------ | ----------------------------------------------------------- | -------------------------------------- | --- | --- | --- |
| 2010年 | きいやま農園ライブ                                          | 6月25日 （前夜祭）すけあくろ           | Bee!Bang!Boo! 八重山モンキー ノーズウォーター | | きいやま農園を営んでいる「スミオおじぃ」主催の、きいやま商店が中心となった初のロックフェス。前夜祭は、Bee!Bang!Boo!主催で行われた。このライブはUstreamにて、インターネット生中継された。 |
| 2010年 | きいやま農園ライブ                                          | 6月26日 きいやま農園                   | きいやま商店 Bee!Bang!Boo! 八重山モンキー ノーズウォーター ひがあゆみ 525stockton 地元高校生バンド | | きいやま農園を営んでいる「スミオおじぃ」主催の、きいやま商店が中心となった初のロックフェス。前夜祭は、Bee!Bang!Boo!主催で行われた。このライブはUstreamにて、インターネット生中継された。 |
| 2011年 | きいやま農園ライブ2011                                      | 6月26日 きいやま農園特設ステージ       | きいやま商店 Bee!Bang!Boo! 八重山モンキー ノーズウォーター やなわらばー 成田圭 ひがあゆみ 日本少年 シッカロール 川門正彦 東里明斗 大浜青年会 Dj Hisatoo （スペシャルゲスト） 南こうせつ 宮沢和史                    | | |
| 2012年 | きいやま農園ライブ2012                                      | 7月1日 きいやま農園特設ステージ        | きいやま商店 Bee!Bang!Boo! 八重山モンキー ノーズウォーター iora 知久寿焼 ひがあゆみ 成田圭 イワシタケイタ nacil Dj Hisatoo ハナアロハ 大浜青年会 （司会）ギブアップ・ホーリデイ （スペシャルゲスト）夏川りみ        | | |
| 2013年 | きいやま農園ライブ2013 〜もはや農園ですらないね〜           | 6月13日 舟蔵の里・野外ステージ         | きいやま商店 Bee!Bang!Boo! 八重山モンキー ノーズウォーター iora 大浜青年会 Dj Hisatoo | 日本トランスオーシャン航空 | |
| 2014年 | きいやま農園ライブ2014 〜ついに村になったね〜               | 10月12日 石垣やいま村 野外特設ステージ | きいやま商店 Bee!Bang!Boo! 八重山モンキー ノーズウォーター 大浜青年会 Dj Hisatoo | 日本トランスオーシャン航空 南の美ら花ホテルミヤヒラ | 台風19号の接近に伴い公演中止 |
| 2016年 | きいやま農園ライブ2016 〜グラウンドで音楽の授業を始めます〜 | 11月19日 石垣市立八島小学校グラウンド  | きいやま商店 Bee!Bang!Boo! 八重山モンキー ノーズウォーター 光浦靖子 清水ミチコ 椿鬼奴 白鳥久美子(たんぽぽ) みはる(コロンブス) ツネ(2700) （シークレット・ゲスト） 小柳ゆき ナオト・インティライミ                   | 日本トランスオーシャン航空 ホテルエメラルドアイル石垣島 クシャナヨガ石垣島 | 前回から3年ぶりに行われた。メンバーは子どものころ「八重山音楽祭で音楽の素晴らしさを肌で感じた」という経験から、ライブを通して「子どもたちに何かを感じ取ってもらえたら」という思いのもと。本ライブは大人一人につき、小学生以下の子供3人まで同伴可能だった。そのため、沢山の子供たちが来場し、動員数はバンド史上最多の約4000人を動員した。 |
| 2019年 | きいやま農園ライブ2019                                      | 11月16日 南ぬ浜町緑地公園 特設ステージ | きいやま商店 Bee!Bang!Boo! 八重山モンキー ノーズウォーター かりゆし58 Calmera （シークレット・ゲスト） 光浦靖子 ゆってぃ 泉＆やよい 芋洗坂係長                                                                      | 日本トランスオーシャン航空 ホテルエメラルドアイル石垣島 クシャナヨガ石垣島 リアルエステートむつみ 島原港湾サービス CHUMS 他                                                       | 前回から3年ぶりに行われた。動員数は約4000人、今回は大人一人につき、小学生以下の子供2人まで同伴可能だった。 |
| 2025年 | きいやま農園ライブ2025                                      | 3月15日 南ぬ浜町緑地公園 特設ステージ  | きいやま商店 JUN SKY WALKER(S) 山口智充（ぐっさん） 四星球（スーシンチュウ） かりゆし58 サンプラザ中野くん・パッパラー河合（爆風スランプ） （シークレット・ゲスト） Bee!Bang!Boo! 八重山モンキー ノーズウォーターズ | リアルエステートむつみ 炭火焼肉美崎牛本店 日本トランスオーシャン航空 株式会社中央ツーリスト NACK5 730HOTELS.ISHIGAKI ISLAND 絶対的石垣島商店 ケアセンターむつみ 琉球泡盛八重泉 他 | 前回から6年ぶりに行われた。動員数は約4000人。。 |